# José Ángel Lamas
José Ángel Lamas (* 2. August 1775 in Caracas; † 10. Dezember 1814 ebenda) war ein venezolanischer Komponist und der wichtigste Vertreter der Klassik des Landes.

## Leben
Lamas war Schüler von Juan Manuel Olivares und von Padre Sojo. 1789 wurde er Mitglied des Orchesters der Kathedrale von Caracas, wo er die Chirimía, ein Vorläuferinstrument der Oboe, spielte. 1796 wurde er unter dem neuen Kapellmeister Cayetano Carreño Erster Fagottist des Orchesters.
1801 entstand sein bekanntestes Werk Popule Meus, das in der Kathedrale von Caracas uraufgeführt wurde. Heute tragen das Konservatorium von Caracas und ein nationaler Musikwettbewerb seinen Namen.

## Werke
- El premio a Tus Virtudes
- Sepulto Domino
- Misa en Re
- Ave Marís Stella
- Benedicta et venerabilis
- Popule Meus